# An me thimase
An me thimase (Grieks: Αν με θυμάσαι, Nederlands: Als je me nog herinnert) is een single van het Cypriotische zangeres Despina Olympiou. Het was de Cypriotische inzending voor het Eurovisiesongfestival 2013 in Malmö te Zweden. Het raakte daar niet verder dan de halve finale. Het nummer is geschreven door Andreas Giorgallis en Zenon Zindilis.

## Tracklist
Download
1. 'An me thimase' (Grieks) – 2:55
2. 'Si me recuerdas' (Spaans) – 2:55
3. 'If you think of me' (Engels) – 3:00